# Besichertes Geldmarktpapier
Ein besichertes Geldmarktpapier (englisch asset backed commercial paper; ABCP) ist im Finanzwesen eine Gruppe von forderungsbesicherten Wertpapieren, die von einem Conduit emittiert werden und als Anleihedeckung eine Vielzahl von kurzfristigen Forderungen in einem Pool vereinigt.

## Allgemeines
Besicherte Geldmarktpapiere sind strukturierte verzinsliche Geldmarktpapiere, die kurzfristige Liquidität mobilisieren sollen und als Anleihedeckung kurzfristige Forderungen (insbesondere Bankkredite, Kreditkartenforderungen, Leasingforderungen) mit einer Laufzeit von maximal einem Jahr enthalten.
Besicherte Geldmarktpapiere sind das typische Refinanzierungsinstrument für Conduits.

## Einordnung
Im Rahmen der Verbriefung sind besicherte Geldmarktpapiere wie folgt einzuordnen:
| Asset Backed Securities (ABS)             | Unterart/Portfolio |
| ----------------------------------------- | --- |
| Asset Backed Securities im engeren Sinn:  | Autokredite, Bankkredite, Konsumkredite, Kreditkartenforderungen, Leasingforderungen                                                                                      |
| Mortgage Backed Securities (MBS)          | Hypothekenbesichertes Wertpapier Collateralized Mortgage Obligations (CMO) Commercial Mortgage Backed Securitisation (CMBS) Residential Mortgage Backed Securities (RMBS) |
| Collateralized Debt Obligations (CDO)     | Collateralized Bond Obligations (CBO), Collateralized Loan Obligations (CLO)                                                                                              |
| Asset Backed Securities im weiteren Sinn: | besicherte Geldmarktpapiere (ABCP) |

Während die Asset Backed Securities im engeren Sinn auf dem Kapitalmarkt gehandelt werden, sind die besicherten Geldmarktpapiere typische Handelsobjekte auf dem Geldmarkt.

## Ablauf
Ein Conduit erwirbt laufend von einem oder mehreren Originatoren kurzfristige Forderungen (insbesondere Autokredite, Bankkredite, Konsumentenkredite, Kreditkartenforderungen, Leasingforderungen) und bringt diese in einen Pool ein. Damit gilt das Conduit als Daueremittent im Gegensatz zur Zweckgesellschaft bei anderen forderungsbesicherten Wertpapieren, die nur einmal tätig wird (englisch special purpose vehicle). Die Refinanzierung des Conduits erfolgt ausschließlich durch Commercial Paper (CP), die durch den Pool zu besicherten Geldmarktpapieren werden. Durch Risikostreuung auf viele Schuldner und verschiedene Kreditarten sowie Branchenmix erfolgt im Pool eine Risikodiversifizierung, welche die Granularität erhöht und das Klumpenrisiko ermäßigt. Die in den Pool eingebrachten Vermögenswerte werden durch Verbriefung (englisch securitisation) in handelbare ABCPs „umverpackt“ (englisch repackaging) und auf dem Geldmarkt veräußert.
Die gewählte Fälligkeit hängt vom Barwert beziehungsweise der Umschlagsgeschwindigkeit der zugrundeliegenden Forderungen ab. Anders als bei ABS gibt es bei ABCP keine Tranchen, die Wertpapiere werden also nicht in Risikoklassen eingeteilt.

## Rechtsfragen
Eine vollständige Rekapitalisierung der Originatoren durch Entlastung ihrer Eigenmittel findet nur statt, wenn die Forderungsverkäufe an das Conduit mit Hilfe eines True-Sale durchgeführt werden. Die Bankenaufsicht erkennt die Übertragung von Kreditforderungen aus dem Bestand des Originators auf das Conduit nur dann an, wenn der Risikotransfer tatsächlich stattfindet (englisch clean break). Das bedeutet, dass der Originator dann nicht weiter dafür haften darf, dass die Forderungen am Fälligkeitstag durch den Schuldner beglichen werden. Zu diesem Zweck muss die Unternehmensstruktur des Conduits nach Art. 4 Abs. 1 Nr. 66 Verordnung (EU) Nr. 575/2013 Kapitaladäquanzverordnung (CRR) darauf ausgelegt sein, die eigenen Verpflichtungen von denen des Originators zu trennen und deren wirtschaftliche Eigentümer die damit verbundenen Rechte uneingeschränkt verpfänden oder veräußern können. Der Originator darf beispielsweise im Rahmen des Credit Enhancements keine Rückkaufvereinbarungen mit dem Conduit schließen oder Zahlungsgarantien für den Pool abgeben. Zudem darf das Conduit sich nicht im Konsolidierungskreis des Originators befinden.
Von Wiederverbriefungspositionen betroffen sind in erster Linie besicherte Geldmarktpapiere, die im Rahmen von Asset Backed Commercial Paper-Programmen begeben werden und die unter bestimmten Voraussetzungen nicht als Wiederverbriefungspositionen anzurechnen sein könnten. Die Wiederverbriefung ist gemäß Art. 2 Nr. 4 Verordnung (EU) 2017/2402 vom 12. Dezember 2017 zur Festlegung eines allgemeinen Rahmens für Verbriefungen und zur Schaffung eines spezifischen Rahmens für einfache, transparente und standardisierte Verbriefung (Verbriefungsverordnung) „eine Verbriefung, bei der mindestens eine der zugrunde liegenden Risikopositionen eine Verbriefungsposition ist.“ Diese Wiederverbriefung ist gemäß Art. 8 Verbriefungsverordnung verboten; hiervon gibt es wenige Ausnahmen, die in einer Bankenkrise gelten. Die Bafin entscheidet, ob ein Finanzinstrument als Wiederverbriefung einzustufen ist oder nicht.

## Wirtschaftliche Aspekte
Das Conduit ist als Daueremittent für unbegrenzte Zeit angelegt und erwirbt regelmäßig Forderungen. Die Ausfallrisiken des Emittenten werden über den Geldmarkt transferiert. Die Conduits finanzieren den Erwerb der Forderungen durch die Emission von Commercial Papers mit einer Laufzeit von bis zu 90 Tagen, während die Forderungen Laufzeiten bis zu 1 Jahr aufweisen können. Damit liegt formal eine fristeninkongruente Deckung vor, die das mit einer Anschlussfinanzierung verbundene Zinsänderungsrisiko beinhaltet. Um Liquiditätsrisiken zu vermindern oder auszuschließen, müssen Banken eine Kreditfazilität (Liquiditätslinie; englisch (CP) back-up facility) bereitstellen, was durch Ratingagenturen zur Voraussetzung für ein gutes Emissionsrating gemacht wird.
Ein Liquiditätsrisiko kann beispielsweise dann auftreten, wenn neue Commercial Papers nicht oder nicht in ausreichendem Umfang am Markt platziert werden können (Marktenge) und damit die Marktliquidität zur Ablösung fälliger Commercial Papers fehlt. Letzteres kann im Falle von Marktstörungen der Fall sein. Ohne eine solche Liquiditätslinie würde das Rating solcher Commercial Papers schlechter ausfallen, was sich wiederum auf Verzinsung beziehungsweise Disagio auswirkt.